# Manoir de Barville
Le manoir de Barville est une ancienne demeure, construite à la charnière des XVe et XVIe siècles et dont il subsiste une tour, qui se dresse sur le territoire de la commune française du Mesnil-au-Val, dans le département de la Manche, en région Normandie. L'ancien manoir est partiellement classé au titre des monuments historiques.

## Localisation
La tour de l'ancien manoir de Barville est située, à 700 mètres au sud de l'église Notre-Dame du Mesnil-au-Val, dans le département français de la Manche.

## Historique
Le manoir passe dans la famille Picot, à la suite du mariage, en 1507 au Mesnil-au-Val, de Jeanne du Fou († v. 1530), fille du capitaine de Cherbourg, seigneur du lieu, avec Guillaume IV Picot († 1544), père de Gilles Picot de Gouberville, né au manoir le 12 janvier 1522, gentilhomme campagnard, lieutenant-général des Eaux et Forêts en la vicomté de Valognes, seigneur de Gouberville, du Mesnil-au-Val, de Russy, qui hérite, en 1544, à la mort de son père de la seigneurie et ou il vivra jusqu'à la fin de sa vie. En 1519, dans un aveu, la seigneurie de Mesnil-au-Val est décrite comme « fief de haubert auquel fief à manoir, chapelle et volière à pigeons, domaine en terres labourables et non labourables ».
C'est grâce à son « journal », dont seulement les années 1549 à 1562 nous sont parvenues, que nous connaissons la vie rurale en Nord-Cotentin au XVIe siècle. Cette famille Picot, originaire du Calvados, s'était installée à la fin du XVe siècle à Gouberville.
Par partage survenu en 1580, Jacqueline de Crux, dame de Montfarville, et nièce de Gilles de Gouberville, prend possession du manoir, qui quitte la lignée des Picot.
En 1886, le manoir est détruit presque entièrement par un incendie, ne laissant intact que la tour, dite de Barville.

## Description
Du manoir originel, il ne subsiste que la tour, probablement du XVe siècle, dite de Barville, de plan carré à la base et octogonal puis circulaire à son sommet. Construite en moellons de grès, ses encadrements sont en pierre calcaire de Caen et d'Yvetot-Bocage. Sur sa face sud, on peut voir un cadran solaire.
Au rez-de-chaussée, on trouve une chapelle et à l'étage un colombier, avec ses trous de boulins en pierres bleues, que l'on atteint par un escalier à vis logé dans un contrefort. En toiture, elle possède une lucarne d'envol pour les oiseaux.
L'accès à la chapelle se fait par une porte cintrée et moulurée. Une niche, et un écu la surmonte.

## Protection
La tour est classée au titre des monuments historiques par arrêté du 10 février 1987. 

## Possesseurs successifs
Liste non exhaustive.
- Guillaume du Fou
- Jeanne du Fou, fille du précédent
- Guillaume Picot, époux de la précédente (début XVIe siècle)
- Gilles Picot de Gouberville, fils du précédent (1544-1578)
- Jacqueline du Grux (1580)
- Anne et Claude Bonnet (2021)
- Laurence et Stéphane Germain Barthes (2022)